# Галанчук, Николай Порфирьевич
Никола́й Порфи́рьевич Галанчу́к (24 июля (5 августа) 1867, Полтава — ???) — полковник Русской императорской армии, Георгиевский кавалер, участник русско-японской, Первой мировой и гражданской войн.

## Биография
Уроженец Полтавской губернии, православного вероисповедания. Сын тамбур-мажора полкового оркестра. Общее образование получил в Полтавском трёхклассном городском училище, окончив полный (шестилетний) курс обучения.

### Служба в Русской императорской армии
В военную службу вступил 06.01.1885 рядовым на правах вольноопределяющихся 2-го разряда и в августе того же года был командирован на учёбу в Чугуевское военное училище (г. Чугуев).
В 1888 году, по окончании (по 1-му разряду) полного курса училища, в звании подпрапорщика был определён на службу в 35-й пехотный Брянский полк (г. Кременчуг) и вскоре, Высочайшим Приказом от 20.12.1888, произведен в офицерский чин подпоручика (со старшинством в чине с 01.09.1888).
«За выслугу лет», в мае 1893 года был произведен в поручики (старшинство с 01.09.1892), в июле 1900 года — в штабс-капитаны (старшинство с 06.05.1900), в мае 1903 года — в капитаны (старшинство с 06.05.1901).
На июль 1900 года — поручик 35-го пехотного Брянского полка Николай Галанчук «состоял» при Чугуевском пехотном юнкерском училище; окончил, в чине штабс-капитана, офицерские (штабс-капитанские) стрелковые курсы по подготовке командиров рот (по другим данным — окончил курс Офицерской стрелковой школы) «успешно».
Участник русско-японской войны 1904—1905 г.г. В чине капитана воевал в составе своего 35-го пехотного Брянского полка, переброшенного весной 1904 года из Кременчуга на театр военных действий. Участвовал в бою у деревни Сихеян; в бою 18-19 июля 1904 года на Янзелинском (Мотиенлинском) перевале был тяжело ранен ружейной пулей в локоть правой руки. Удостоен двух боевых наград.
После войны продолжал службу в Кременчуге, в своем 35-м пехотном Брянском полку, возвратившемся из Маньчжурии. Был на попечении у Александровского комитета о раненых как причисленный к 3-му классу по ранению. В июне 1909 года принимал участие в торжествах по случаю 200-летия победы в битве под Полтавой.
На сентябрь 1914 года — был холост.
Участник Первой мировой войны 1914—1918 г.г. По объявлении всеобщей мобилизации, 17.07.1914 назначен командиром 4-го батальона второочередного 239-го пехотного Константиноградского полка (развёрнутого из кадра 35-го пехотного Брянского полка) 60-й пехотной дивизии второй очереди мобилизации, сформированной в июле 1914 года в Полтаве и отправленной в состав войск Юго-Западного фронта.
Командуя батальоном, принимал участие в Галицийской битве, в осаде Перемышля, в зимнем наступлении в Карпатах, в оборонительных сражениях летом 1915 года.
«За отличия в делах...» Высочайшим Приказом от 6 мая 1915 года был произведен в подполковники (со старшинством с 24.09.1914), затем Высочайшим Приказом от 3 января 1916 года — в полковники (со старшинством с 05.10.1914).
09.01.1916 полковник Галанчук был назначен командиром второочередного 240-го пехотного Ваврского полка той же 60-й пехотной дивизии; в 1916—1917 годах дивизия действовала в составе войск 5-й Армии Северного фронта.
В боях был ранен (11.10.1914) и дважды контужен (10.05.1915, 10.03.1916). За подвиги и проявленный героизм награждён высшими военными наградами Российской империи для офицеров — орденом Святого Георгия 4-й степени и Георгиевским оружием с надписью «За храбрость».
В начале 1918 года, после демобилизации Русской армии, прибыл на родину, в Полтавскую губернию.

### Служба в армии Украинской державы
В 1918 году Николай Галанчук поступил на службу в украинскую армию гетмана Скоропадского. В чине полковника командовал пехотным полком вооружённых сил Украинской державы.
Дальнейшая судьба после сентября 1918 года не известна.

## Награды
- Медаль серебряная «В память царствования императора Александра III» (1896)
- Орден Святой Анны 3-й степени с мечами и бантом (1905; утв. ВП от 05.10.1906)
- Орден Святой Анны 4-й степени с надписью «За храбрость» (1905; утв. ВП от 07.01.1907)
- Медаль светло-бронзовая «В память Русско-японской войны» с бантом (1906)
- Медаль светло-бронзовая «В память 200-летия Полтавской битвы» (1909)
- Орден Святого Станислава 2-й степени (06.12.1909; ВП от 28.02.1910)
- Орден Святой Анны 2-й степени (10.01.1912; ВП от 08.04.1912)
- Медаль светло-бронзовая «В память 100-летия Отечественной войны 1812 года» (1912)
- Медаль светло-бронзовая «В память 300-летия царствования дома Романовых» (1913)
- Орден Святого Владимира 4-й степени с бантом (1914; за выслугу 25-ти лет)
- Георгиевское оружие (ВП от 24.02.1915): …за то, что в бою 17-го августа 1914 года, получив приказание атаковать противника, своим мужеством, энергичными и искусными действиями заставил австрийцев отступить, причём при атаке деревни, на укрепленной позиции, его батальоном был взят один пулемет, 5 офицеров и 99 нижних чинов, не успевших отступить, благодаря стремительному наступлению батальона.[6]
- Мечи к ордену Святой Анны 2-й степени (ВП от 08.03.1915)
- Орден Святого Георгия 4-й степени (ВП от 15.03.1915): …за то, что в бою 6 октября 1914 года, под Перемышлем, выдвинувшись по собственному почину с 4-мя ротами полка из резерва для овладения всей высотой, имевшей весьма важное значение и только что захваченной противником, с несокрушимым упорством, не взирая на губительный огонь, тяжёлые потери и ожесточённые контр-атаки противника, троекратным переходом в решительное наступление оттеснил противника на гребне высоты, затем, отбив пять неприятельских атак, утвердился в занятых окопах, оказав тем значительное влияние на успех частей своей дивизии.[7]
- Мечи к ордену Святого Владимира 4-й степени с бантом (ВП от 02.08.1915)
- Мечи к ордену Святого Станислава 2-й степени (ВП от 19.04.1916)